# Couloumé-Mondebat
Couloumé-Mondebat è un comune francese di 211 abitanti situato nel dipartimento del Gers, nella regione dell'Occitania.

## Società

### Evoluzione demografica
Abitanti censiti